# Dielektrisk resonatorantenne
En dielektrisk resonatorantenne (DRA) er en radioantenne, der mest anvendes ved mikrobølgefrekvenser og højere, som består af et stykke af keramisk materiale i forskellige former. Den dielektriske resonator, er monteret på en metaloverflade; et jordplan.  Radiobølger bliver introduceret i indersiden af resonatoren af radiosenderkredsløb og reflekterer frem og tilbage mellem resonatorvæggene og danner stående bølger.  Resonatorvæggene er delvis transparente overfor radiobølger, hvilket tillader radiobølgeenergi i at stråle ud i rummet.
En fordel ved dielektriske resonatorantenner er, at de ingen metaldele har, da metaldele har mere tab for stigende frekvenser, grundet strømfortrængning. Så disse antenner kan have lavere tab og derfor være mere effektive end metalantenner ved høje mikrobølge- og millimeterbølge-frekvenser.  Dielektriske bølgelederantenner bliver anvendt i nogle kompakte bærbare trådløse enheder - og militære millimeterbølge radarudstyr. Den dielektriske resonatorantenne blev først foreslået af Robert Richtmyer i 1939.  I 1982 lavede Long et al. de første design and tests af dielektriske resonatorantenner.
En antennelignende effekt opnås ved en periodisk svingning af elektroner fra dets kapacitive element til jordplanet, hvilket opfører sig som en elektrisk spole. Ydermere argumenterer forfatterne for, at en dielektrisk antennes funktion, minder om antennen udviklet af Marconi (Marconi-antennen), den eneste forskel er, at det induktive element erstattes af et dielektrisk materiale.

## Egenskaber
Dielektriske resonatorantenner tilbyder følgende eftertragtede egenskaber:
- Dimensionen af en DRA er i størrelsesordenen {\displaystyle {\frac {\lambda _{0}}{\sqrt {\epsilon _{r}}}}}, hvor {\displaystyle \lambda _{0}} er bølgelængden i vakuum og {\displaystyle \epsilon _{r}} er resonatormaterialets dielektriske konstant. Derfor kan man ved at vælge en tilstrækkelig høj værdi af {\displaystyle \epsilon _{r}} ({\displaystyle \epsilon _{r}\approx 10-100}), drastisk minske størrelsen af DRAen i forhold til en traditionel monopolantenne.
- Der er ingen nogen elektriske ledertab i dielektriske resonatorer. Dette muliggør en høj strålingseffektivitet af antennen. Denne egenskab er særlig attraktiv for millimeterbølge (mm) antenner, hvor antenner lavet af metal.
- DRA tilbyder simple koblingsmåder til praktisk talt alle transmissionslinjer. anvendt ved mikrobølge- og mm-bølge- frekvenser. Dette gør dem passende til integration ind i forskellige planare teknologier. Koblingen mellem en DRA og en planar transmissionslinje kan let styres ved at variere DRAens position i forhold til transmissionslinjen. En DRAs ydelse kan derfor let optimeres eksperimentelt.
- En DRAs funktionelle båndbredde kan varieres over et stort område ved at vælge passende resonatorparametre. Fx kan båndbredden af en DRAs lavere modes, let varieres fra en brøkdel af en procent til omkring 20% eller mere, ved at vælge et materiales dielektriske konstant og/eller ved at ændre DRA-elementets form.
- Hver mode i en DRA, har et unikt internt og associeret eksternt feltdistribution. Derfor kan forskellige strålingskarakteristikker opnås, ved at excitere en DRAs forskellige modes.